# Faust (film, 1926)
Faust (tyska: Faust: Eine deutsche Volkssage) är en tysk stumfilm från 1926 i regi av F.W. Murnau. Filmen är baserad på Johann Wolfgang von Goethes drama med samma namn, publicerade som Faust I (1808) och Faust II (1832). Goethe hade i sin tur baserat sina berättelser på Christopher Marlowes Faust. I huvudrollerna ses Gösta Ekman, Emil Jannings och Camilla Horn.

## Handling
Berättelsen om Faust tar upp den klassiska kampen mellan gott och ont, där Faust säljer sin själ till djävulen.
Mefistofeles (djävulen) vill ta kontroll över jorden och människorna därför slår han vad med en ängel att han kan överta själen på en gammal klok professor, Faust. Efter att vadet är ingånget släpper Mefistofeles lös en pest mot vilken det inte finns någon bot, för att på så vis tvinga Faust, som förtvivlas över att han inte lyckas stoppa dödens framfart, att överge både sin gudstro och tron på vetenskapen.
Genom detta görs Faust så desperat att han slutligen söker hjälp hos djävulen och säljer sin själ. Lyckas Mefistofeles med detta vad vinner djävulen kampen om människorna för gott.

## Om filmen
Filmen premiärvisades 14 oktober 1926 i Tyskland och 27 oktober 1926 på Palladium i Stockholm i Sverige. Inspelningen av filmen skedde i Ufas ateljéer i Berlin av Carl Hoffmann.

## Rollista i urval
- Gösta Ekman - Faust
- Emil Jannings - Mefistofeles
- Camilla Horn - Gretchen
- Yvette Guilbert - Marthe Schwerdtlein
- Wilhelm Dieterle - Valentin
- Frida Richard - Gretchens mor
- Werner Fuetterer - ärkeängeln